# Benzingia thienii
Benzingia thienii är en orkidéart som först beskrevs av Dodson, och fick sitt nu gällande namn av Patricia A. Harding. Benzingia thienii ingår i släktet Benzingia och familjen orkidéer.
Artens utbredningsområde är Ecuador. Inga underarter finns listade i Catalogue of Life.